# Prueba de acuñación

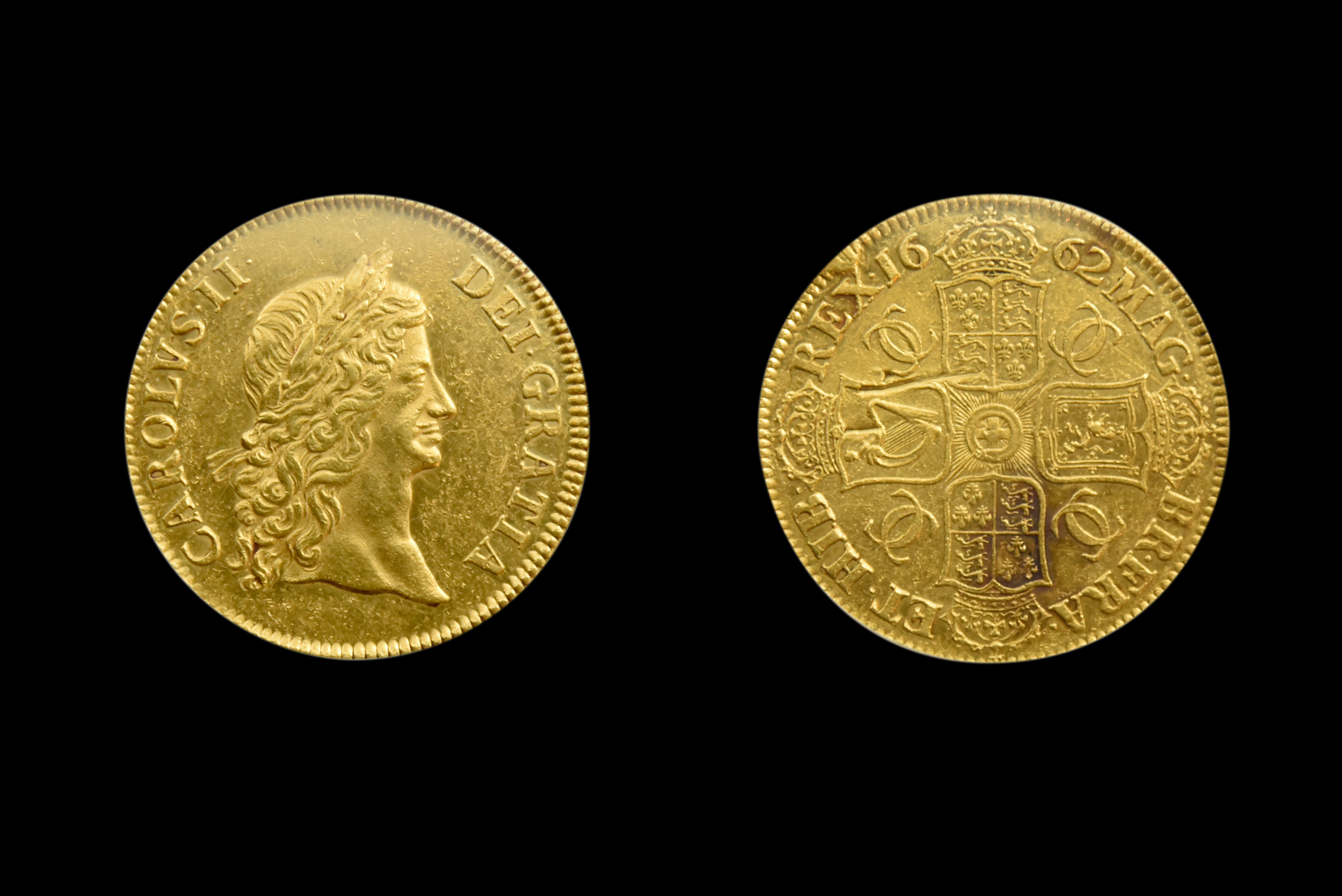
Prueba de acuñación de 1662.

La prueba de acuñación o moneda proof (proof coinage, en inglés) se refiere a las primeras muestras de un lote nuevo de monedas, que históricamente se hacía para controlar la calidad del cuño y para fines de archivo. Hoy en día, esta clase de monedas se hacen con frecuencia y en mayor número, especialmente para coleccionistas, y son altamente valoradas.

## Fabricación
En la preparación de una prueba habitualmente se pulen los cuños. Las monedas de prueba o «proof» por lo general se distinguen de las monedas en circulación normal por la nitidez del diseño, así como por el gran pulido y suavidad de los "campos" (zonas en blanco o lisas que no forma parten del diseño de la moneda propiamente). La alimentación de las prensas se hace en forma manual para evitar que los cospeles se deterioren. Después de cada acuñación se limpian los troqueles y se sustituyen como máximo cada dos mil estampaciones. Los diferentes procesos de manipulado se realizan con gran cuidado y, para no dejar manchas ni huellas, los operarios utilizan guantes.
Los cuños para hacer las pruebas modernas suelen tratarse con productos químicos para hacer que ciertas partes del diseño tomen una apariencia “de hielo” (mate) y el pulido de los campos se deja con un acabado de espejo. En el pasado se han utilizado otros métodos para lograr este efecto, incluido el de chorro de arena (véase sandblasting, en Wikipedia en inglés). Las monedas «proof» de principios de 1800 incluso parecen estar rayadas, pero en realidad esto es parte del proceso de producción de la época. Una característica de esta clase de monedas es que se golpean dos o más veces, lo que da como resultado una mayor nitidez y calidad.

## Escala de clasificación para monedas «proof»
La escala de clasificación para esta clase de monedas es similar a la utilizada para los grados de circulación de las monedas ordinarias. El atributo "PR" o "PF" significa "prueba", y se utiliza en lugar de "MS" (Mint State, es decir, “Muy Buen Estado”) para indicar una moneda «proof». Las monedas «proof» (que a su vez son "SC", por “Sin circulación”) se clasifican en grado PR60 a PR70. PR70 es realmente raro o inexistente, en la mayoría de los lotes. A pesar de ser una moneda «proof», puede estar maltratada o tener alguna clase de desgaste por la limpieza o manipulación, y por esa razón la escala decrece a partir del PR60. Por ejemplo, una moneda grado PR50 es una que ha tenido un poco de desgaste de los puntos altos de la moneda. Al igual que las monedas de circulación, las «proof» pueden experimentar tonificación, empañarse u oscurecerse.

## Rareza y el costo de las pruebas
Debido al esfuerzo, tiempo, mano de obra y los costes de producción en la acuñación de una moneda «proof», suelen venderse a precios mucho más altos. En muchos casos, la producción de monedas de esta clase es limitada. El resultado final es que, por lo general, la prueba de una moneda de la misma fecha será más cara que su correspondiente moneda de circulación.